# Piano bar
Piano bar (читається як Піано бар) — четвертий студійний альбом аргентинського рокера Чарлі Гарсії, випущений 1985 року.
Запис диску проходив у студії «ION» у Буенос-Айресі, зведення — у студії «Electry Lady» 1984 року у Нью-Йорку.
Презентація альбому відбулася на стадіоні «Луна Парк» у Буенос-Айресі.
2007 року журнал «Rolling Stone» назвав цей альбом 12-м у списку найкращих в історії аргентинського року.
Пісня «Cerca de la revolución» з цього альбому зайняла першу позицію у списку найкращих пісень аргентинського року за версією сайту rock.com.ar
Диск тричі перевидавався:
- 1994 року на CD лейблом Polygram (став золотим)[3]
- 2003 року на CD лейблом Universal Distribution
- 2004 року на CD лейблом Universal International

## Список пісень
| #   | Назва                       | Тривалість |
| --- | --------------------------- | ---------- |
| 1.  | «Demoliendo hoteles»        | 2:18       |
| 2.  | «Promesas sobre el bidet»   | 2:46       |
| 3.  | «Raros peinados nuevos»     | 3:36       |
| 4.  | «Piano bar»                 | 4:57       |
| 5.  | «No te animás a despegar»   | 4:09       |
| 6.  | «No se va a llamar mi amor» | 2:11       |
| 7.  | «Tuve tu amor»              | 3:35       |
| 8.  | «Rap del exilio»            | 2:10       |
| 9.  | «Cerca de la revolución»    | 4:42       |
| 10. | «Total interferencia»       | 5:00       |
| 11. | «Cancion para mi muerte»    | 4:03       |

## Музиканти, що брали учать у записі альбому
- Чарлі Гарсія — клавішні, гітара, вокал, текст і музика
- Фіто Паес — клавішні, бек-вокал, музика пісні «Rap del exilio»
- Пабло Гуйот — гітара, музика пісні «Rap del exilio»
- Альфредо Тот — бас-гітара, бек-вокал, музика пісні «Rap del exilio»
- Віллі Ітуррі — ударні, музика пісні «Rap del exilio»
- Даніель Мелінго — музика і саксофон у пісні «Rap del exilio»
- Фабіана Кантіло — бек-вокал у пісні «Rap del exilio»
- Луїс Альберто Спінетта — музика пісні «Total interferencia»